# Tolsteeg en Rotsoord
Tolsteeg en Rotsoord est un quartier de la ville néerlandaise d'Utrecht, dans la province d'Utrecht. En 2010, Tolsteeg en Rotsoord comptait 3 308 habitants.

## Géographie
Le quartier de Tolsteeg en Rotsoord est situé dans la partie méridionale de la ville d'Utrecht.

## Administration
Du 1er janvier 1818 au 1er août 1823, Tolsteeg en Rotsoord fut une commune indépendante, créée par démembrement de la commune de Jutphaas. En 1823 elle a été définitivement rattachée à Utrecht.